# El padrecito
El padrecito és una pel·lícula de comèdia mexicana de 1964 dirigida per Miguel M. Delgado, protagonitzada per Cantinflas, Ángel Garasa i Rosa María Vázquez. Està doblada al català.

## Argument
El pare Sebastián (Cantinflas) és enviat a ajudar a l'ancià Pare Damián (Ángel Garasa) en les seves funcions sacerdotals. El pare Sebastián és rebut de manera hostil pel poble, sobretot per la germana del pare Damián, Doña Sara (Angelines Fernández), qui tracta de fer-li la vida impossible, convençuda que va ser enviat a reemplaçar al pare Damián a la parròquia.
El pare Sebastián no triga a fer-se notar per ser una persona molt replicaire i molt oberta, en negar-se en batejar a un bebè pel nom que volien posar-li, negar-se en donar-li les amonestacions a una parella, ballar en el campanar i sobretot per jugar a la baralla, als daus i al balero per diferents raons.
Don Silvestre (José Elías Moreno), un cabdill polític que té molta influència sobre el poble i es considera ateu, xoca contínuament amb el pare Sebastián, a tal grau d'obstinar-se a expulsar-lo del poble, pel fet que el considera una mala influència sobre aquest, tement que torni als pobladors en contra seva. Les coses continuen malament quan li fan passar diverses situacions per a córrer al pare Sebastián, però sense èxit, com ara jugar-li una broma sobre una extremaunción a una dona malalta i sabotejar-li una correguda de toros que seriosa útil per al construir un dispensari per al poble, quan Don Silvestre suborna a "El Moreliano" (el torero que havia contractat el pare Sebastián) per a absentar-se de la festa, la qual cosa el pare Sebastián soluciona quan ell mateix s'ofereix a realitzar el paper de torero.
D'altra banda Susana (Rosa María Vázquez), una jove humil, de bons sentiments i neboda del pare Damián, està perdudament enamorada de Marcos (Rogelio Guerra), fill de Don Silvestre, però a contrari de Susana, Marcos només està amb ella per ser l'única dona a la qual no ha conquistat seguint la seva actitud de faldiller. Susana fa costat al pare Sebastián, i és designada per aquest com a mestra d'una petita escola.
Posteriorment les idees del Pare Sebastián de motivar als homes a «anar a missa amb gust i no amb pena, ni molt menys per penitència» comencen a tenir influència sobre el poble, i el pare Damián i donya Sara comencen a notar les virtuts del pare Sebastián, sobretot després d'haver-se ofert com a torero en la correguda de toros. Aquest canvi de postura arriba fins i tot a Do Silvestre i la junta municipal, els qui anteriorment havien enviat una carta a l'Arquebisbat de Mèxic demanant la seva sortida del poble i tracten de retractar-se, no obstant això, la carta ja havia estat enviada. Sense poder evitar l'enviament de la carta, decideixen assaltar el correu per a recuperar la mateixa.
Marcos finalment comprèn que mestressa a Susana i li demana perdó, formalitzant la seva relació amb ella, i acaba rebel·lant-se contra Do Silvestre. Això provoca que Do Silvestre es posi de nou en contra del pare Sebastián, i li escriu una carta al pare Damián negant-se a cedir-li el terreny per a la construcció del dispensari, cosa que el deixa deprimit. El pare Sebastián decideix llavors reptar a Do Silvestre a un joc de cartes amb la condició que si el pare Sebastián perdés, haurà d'abandonar el poble i acabar la relació de Susana i Marcos; però si perdés Do Silvestre, aquest haurà de donar el terreny per al dispensari i aprovar les noces del seu fill. El pare Sebastián acaba guanyant el joc, fent que Do Silvestre compleixi l'aposta, més el favor de fer creure al pare Damián que va ser per voluntat pròpia, a petició del pare Sebastián, al·legant que això faria feliç a Marcos per ser el seu fill. Do Silvestre comprèn finalment que el pare Sebastián mai va ser el seu enemic.
Temps després arriba al poble el pare Juan José Romero, visitador de la Mitra de Mèxic, a notificar-li al pare Sebastián que aquest es faria càrrec de la parròquia, però això implicaria el retir del pare Damián. Tanmateix, el pare Sebastián se les arregla per a convèncer el visitador que no és temps de canviar de sacerdot, proposant-li diverses idees revolucionàries que van en contra de les idees de l'Església en aquella època, la qual cosa li implica retirar-se del poble per a tornar al Diaconato a formar-se uns anys més i aclarir les seves idees.
Finalment, el Pare Sebastián es retira del poble, sent acomiadat per tots els seus pobladors, incloent Do Silvestre, estant segurs que algun dia el tornaran a veure. El pare Juan José s'adona del fet pel pare Sebastián i li revela que no es va creure les seves idees, que el fet que el pare Damián es quedés al poble va ser decisió del pare Juan José i que el pare Sebastián no tornaria al Diaconato, sinó que aniria a una altra parròquia a ajudar a un altre sacerdot ancià, perquè el pare Sebastián sap «injectar-los joventut».

## Repartiment
- Cantinflas com a Pare Sebastián.
- Ángel Garasa com a Pare Damián.
- Rosa María Vázquez com Susana, neboda del pare Damián.
- José Elías Moreno com a Don Silvestre Manzanos.
- Angelines Fernández com Sara, germana del pare Damián.
- Rogelio Guerra com Marcos, fill de don Silvestre.
- Florencio Castelló com a Don Nicanor, cantinero.
- Jorge Russek com Matías, pistoler de don Silvestre.
- Arturo Castro com Nepomuceno (com Arturo "Bigotón" Castro).
- Gerardo del Castell com a Faldiller.
- Armando Gutiérrez com a President municipal.
- José Luis Moreno com a Jove (com Jose L. Moreno Lopez)
- Alfonso Torres com a Don Felipe (com Alfonso Torres Macias).
- Mary Montiel com a Núvia de jove.
- Alberto Catalá com a Droguer.
- Elodia Hernández com a Dona de poble.
- Alberto Galán com a Pare Juan José Romero.
- Cecilia Leger com a Dona de poble.
- René Barrera com a Vilà.
- Queta Carrasco com a Veïna.
- Marcelo López Linares (no acreditat).

## Música
Encara que la música incidental del film va ser composta per Raúl Lavista, va ser l'organista mexicà Sergio Pérez qui, segons el seu fill Sergio Emilio Pérez, realment tocava en la pel·lícula i qui era doblat per Mario Moreno "Cantinflas" tocant una mescla del "Ocell María" del compositor austríac Franz Schubert i una improvisació d'aquest tema en forma de jazz amb rock, a més de l'himne catòlic tradicional "Oh María, madre mía" cantat per l'actor i un cor de nens.

## Crítica
Els crítics van veure en la pel·lícula en general, com és típic de les últimes pel·lícules de Cantinflas, una funció moralitzadora prima en l'originalitat. No obstant això, alguns van trobar els temes religiosos que indiquen l'esperit d'Amèrica Llatina: el catolicisme. El papa Joan XXIII havia anomenat al Concili Vaticà II tan sols dos anys abans, i Cantinflas sembla abastar les reformes que es van propugnar en ella com el remei per a la pobresa de Mèxic.
Alguns van acusar Cantinflas de burlar-se de la fe i el sacerdoci, però aquest va assegurar a la seva audiència que el seu «missatge només seria positiu, constructiu, feliç, humà, cristià». El contingent llatinoamericà de seminaristes de Roma pel que sembla, compartia la seva avaluació, i li va escriure una carta d'agraïment.
Alguns biògrafs de Cantinflas, no obstant això, van veure connotacions polítiques en la pel·lícula. El llibre Filmhistoria afirma que en la pel·lícula Cantinflas va ajudar implícitament al llavors partit governant de Mèxic, el Partit Revolucionari Institucional (PRI), afirmant que quan el PRI estava «amenaçat pel creixent nombre de mexicans empobrits», Cantinflas «va intervenir en el debat social [d'aquella època] a través de la seva pel·lícula», assenyalant que, encara que el seu personatge va ser presentat inicialment «en l'esperit reformista del Concili Vaticà II», al final «dona la seva aprovació a les maquinacions polítiques a porta tancada, guanyant concessions del cap [Don Silvestre] tallant una baralla de cartes, en lloc de guiar a la gent a alliberar-se». En Looking for Mexico: Modern Visual Culture and National Identity, John Mraz va declarar que «sota el pretext de no ser ideològic», en la pel·lícula Cantinflas «va encoratjar obertament una solució antipolítica als problemes de Mèxic, suggerint […] que entrar en la política és un pecat capital».